# Z 11 Bernd von Arnim
Z 11 Bernd von Arnim war ein Zerstörer der deutschen Kriegsmarine. Namensgeber war der Kommandant des Torpedoboots G 42, Kapitänleutnant Bernd von Arnim (1885–1917), der im Ersten Weltkrieg bei der Versenkung seines Boots am 21. April 1917 ums Leben gekommen war.

## Allgemeines
Der Zerstörer lief am 8. Juli 1936 mit der Werftnummer 537 auf der Germaniawerft in Kiel vom Stapel und wurde auf den Namen Bernd von Arnim getauft. Der Typ 1934 A wies gegenüber den ersten nach dem Ersten Weltkrieg gebauten Zerstörern einige Modifikationen auf. Es wurden die Schiffsböden verstärkt, Schlingerkiele angebaut und das Vorschiff um einen Meter verlängert und um einen halben Meter erhöht. Das wichtigste Unterscheidungsmerkmal war aber der rechtwinklige Übergang des Schergangs im Bereich des Backdecks und ein etwas weniger steil ausfallender Vorsteven. Insgesamt ließ die Seefähigkeit des Typs 1934 A aufgrund geringen Freibords und einer geringen Längsstabilität aber weiterhin zu wünschen übrig – ein Mangel, der erst mit dem Typ 1936 abgestellt wurde.
Die Bernd von Arnim wurde am 8. Juni 1938 in Dienst gestellt.

## Einsatzgeschichte
Nach dem üblichen Flottendienst wurde Z 11 bei Beginn des Krieges in der Danziger Bucht zur Blockade der polnischen Flotte eingesetzt, bevor er Ende September 1939 in die Nordsee verlegte, dort Handelskrieg führte und zwei für England bestimmte dänische Frachter als Prise aufbringen konnte. Am 17. November 1939 nahm die Bernd von Arnim an einer offensiven Minenoperation vor der Themsemündung teil.
Für das Unternehmen Weserübung, die Besetzung Norwegens, nahm Z 11 in Wesermünde Heerestruppen auf und lief zusammen mit der Kriegsschiffgruppe 1 sowie den Schlachtschiffen Scharnhorst und Gneisenau am 6. April 1940 nach Norwegen aus. Während der Überfahrt zum Zielhafen Narvik kam der deutsche Verband in schwere See, hatte große Probleme, den Kurs zu halten, und wurde weit auseinandergezogen. Am Morgen des 8. April 1940 kam es auf der Bernd von Arnim zu einem Ruderversager, der beinahe zum Kentern des Zerstörers geführt hätte. Kurz darauf kam der britische Zerstörer Glowworm in Sicht und die beiden Schiffe gerieten in ein heftiges Gefecht. Erst als der Schwere Kreuzer Admiral Hipper zur Hilfe kam, konnte der britische Zerstörer versenkt werden.
Die Bernd von Arnim lief am 9. April 1940 als erstes deutsches Kriegsschiff in den Hafen von Narvik ein und wurde beim Absetzen der Gebirgsjäger vom norwegischen Küstenpanzerschiff Norge beschossen, das daraufhin vom deutschen Zerstörer versenkt wurde. Nach der Treibstoffübernahme vom Versorger Jan Wellem war Z 11 am 10. April 1940 wieder einsatzbereit und lag zusammen mit der Georg Thiele im Balangenfjord, westlich von Narvik. Auf die Nachricht vom britischen Gegenangriff auf den Hafen Narviks lichteten die beiden deutschen Schiffe Anker und griffen die fünf feindlichen Zerstörer an, wobei der Flottillenführer Hardy und der Zerstörer Hunter so schwer beschädigt wurden, dass sie schließlich aufgegeben werden mussten. Die Bernd von Arnim erhielt während dieses Gefechtes fünf Treffer und hatte zwei Tote zu beklagen.
Bis zum Abend des 12. April konnten die Gefechtsschäden soweit behoben werden, dass Z 11 teilweise einsatzbereit war. Bei einem zweiten britischen Angriff auf Narvik am 13. April 1940, an dem auch das Schlachtschiff Warspite beteiligt war, zog sich die Bernd von Arnim, nachdem sie ihre gesamte Munition verschossen hatte, in den Rombaksfjord zurück und wurde dort zusammen mit den Zerstörern Hans Lüdemann und Wolfgang Zenker von den Besatzungen bei 68° 24′ 58″ N, 17° 53′ 40″ O selbstversenkt, um eine Erbeutung der Schiffe durch die Briten zu verhindern.
Die Besatzung des Schiffs wurde danach unter ihrem Kommandanten Curt Rechel bis Anfang Juni 1940 im „Marine-Bataillon Arnim“ (2 Kompanien) im Abschnitt Bjørnfjell (an der schwedischen Grenze) zum Schutz der Erzbahn nach Narvik eingesetzt.
Das Wrack der Bernd von Arnim wurde 1962 abgebrochen.

## Kommandanten
Einziger Kommandant war vom 8. Juni 1938 bis 13. April 1940 Korvettenkapitän Curt Rechel.